# Turneraceae
Turneraceae är en familj av blomväxter som består av 120 arter i 10 släkten.  De flesta arter i Turneraceae är tropiska eller subtropiska buskar, med ett fåtal träd.
Familjen bildas av 10 släkten med tillsammans 100 till 110 arter:
- Adenoa
- Erblichia
- Hyalocalyx
- Loewia
- Mathurina
- Piriqueta
- Stapfiella
- Streptopetalum
- Tricliceras
- Turnera